# Akersloot
Pour les articles homonymes, voir Outgert Ariss Akersloot et Willem Outgertsz Akersloot.

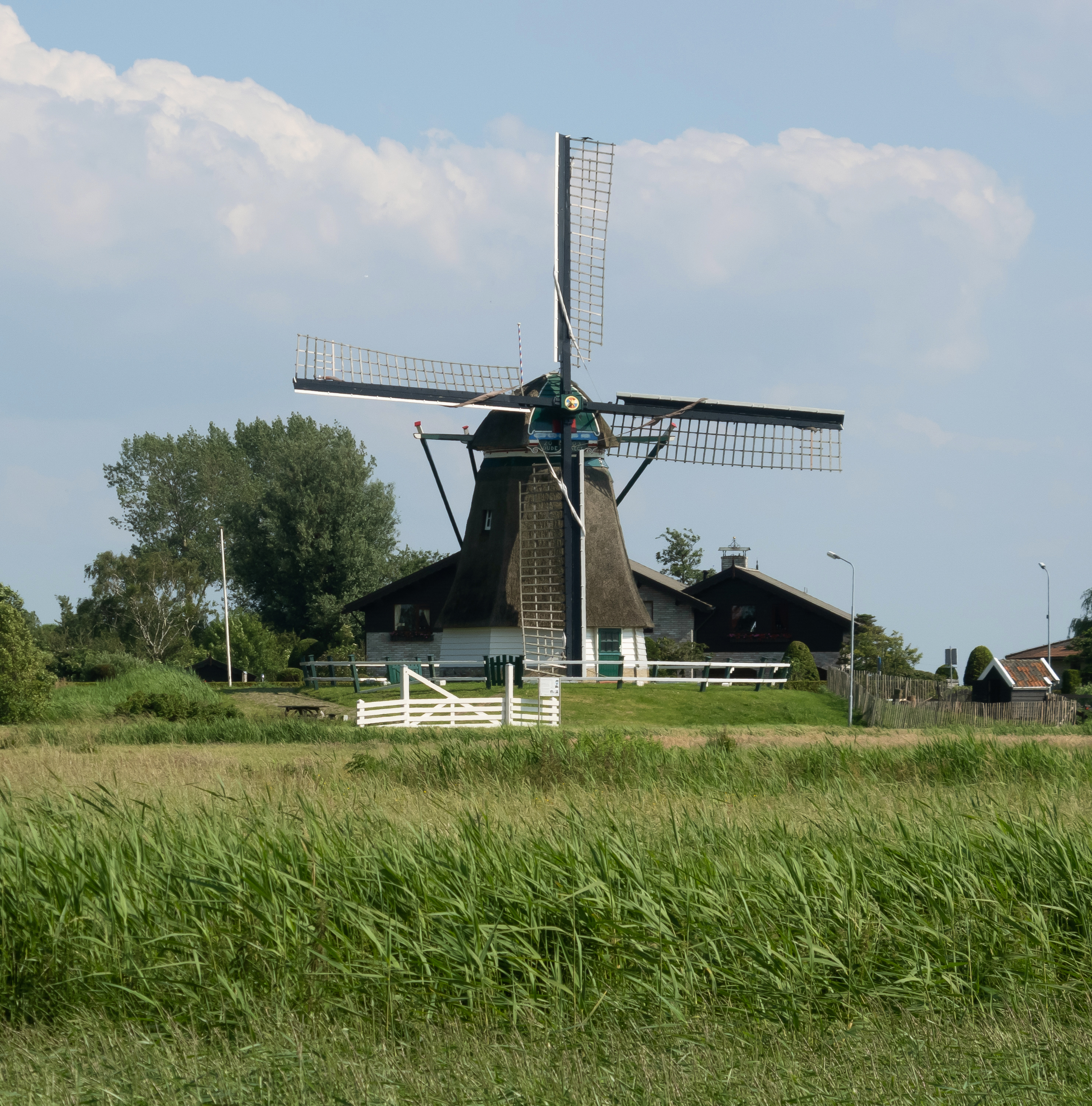
Moulin: korenmolen de Oude Knegt

Akersloot   est un village de la province  de Hollande-Septentrionale aux Pays-Bas. Il fait partie de la commune de Castricum. La commune d'Akersloot a fusionné avec la commune de Castricum en 2002.
La population de la ville d'Akersloot  est de 4 347 habitants (2005). Le district statistique compte environ 5 080 habitants.
Willem Schermerhorn, premier ministre des Pays-Bas de 1945 à 1946, est natif d'Akersloot.